# Domingo II d'Àvila
Domingo fou un religiós castellà, bisbe d'Àvila, el segon amb aquest nom, entre els anys 1187 i 1190.
A banda del seu vessant religiós, va intervenir en la política del regne. Va ser present en la signatura del destacable tractat castellanoalemany de Seligenstadt, el 23 d'abril de 1188, en el qual Alfons VIII de Castella casava a la seva filla Berenguera amb Conrad, fill de l'emperador Frederic I Barbaroja; matrimoni que, d'altra banda, mai s'arribà a celebrar per mort de Conrad. Amb la presència de Domingo, es confirma un procés iniciat anteriorment, on s'afirma el grau de compromís que van adquirir els càrrecs eclesiàstics i la pròpia Església a Castella amb el monarca, fins al punt d'assimilar l'obediència reial amb la deguda al papa, o en el cas dels bisbes als arquebisbes metropolitans. Aquest bisbe, segons el cronista Gil González Dávila, fou enterrat a la catedral d'Àvila, prop de la porta del cor.